# Mákis Dendrinós
Yerásimos Dendrinós dit Mákis Dendrinós, (en grec : Γεράσιμος «Μάκης» Δενδρινός), né le 27 mai 1950, et mort le 20 octobre 2015, est un joueur et entraîneur de basket-ball grec.